# Сент Мери ов Вудс (Индијана)
Сент Мери ов Вудс (енгл. St. Mary of the Woods) насељено је место без административног статуса у америчкој савезној држави Индијана.

## Демографија
По попису из 2010. године број становника је 797.
| Група             | 2000.    | 2010.       |
| Белци             | 0 (0,0%) | 749 (94,0%) |
| Афроамериканци    | 0 (0,0%) | 11 (1,4%)   |
| Азијати           | 0 (0,0%) | 21 (2,6%)   |
| Хиспаноамериканци | 0 (0,0%) | 11 (1,4%)   |
| Укупно            | 0        | 797         |